# Iraga rugosa
Iraga rugosa är en fjärilsart som beskrevs av Alfred Ernest Wileman 1911. Iraga rugosa ingår i släktet Iraga och familjen snigelspinnare. Inga underarter finns listade i Catalogue of Life.